# Fresnay-l'Évêque
Fresnay-l'Évêque is een gemeente in het Franse departement Eure-et-Loir (regio Centre-Val de Loire) en telt 560 inwoners (1999). De plaats maakt deel uit van het arrondissement Chartres.

## Geografie
De oppervlakte van Fresnay-l'Évêque bedraagt 29,2 km², de bevolkingsdichtheid is 19,2 inwoners per km².
De onderstaande kaart toont de ligging van Fresnay-l'Évêque met de belangrijkste infrastructuur en aangrenzende gemeenten.

## Demografie
Onderstaande figuur toont het verloop van het inwonertal (bron: INSEE-tellingen).